# Pandanus semiarmatus
Pandanus semiarmatus är en enhjärtbladig växtart som beskrevs av Harold St.John. Pandanus semiarmatus ingår i släktet Pandanus och familjen Pandanaceae. Inga underarter finns listade.